# João Martinho Flack
João Martinho Flack (Schaffhausen, Suiça, 1781 - Colônia Leopoldina, Bahia, 1860) foi um negociante e colono de origem suíça radicado no Brasil. É conhecido por ter sido o administrador da Colônia Leopoldina e da Colônia Frankental, ambas na Bahia. 

## Biografia
João Martinho Flack, João Martinho Flach ou, originalmente, Johann Martin Flach, teria nascido em 1781, na comuna de Schaffhausen, na Suiça. Seu pai era um moleiro, não se sabe, todavia, se era moleiro por ser dono de um moinho ou por ser funcionário de um moinho, deixando imprecisas as condições financeiras da família de Flack. 
Ele teria migrado ao Brasil em 1809, estabelecendo-se inicialmente no Rio de Janeiro. Dedicava-se, neste primeiro momento, ao comércio de grosso trato, importando e exportando relógios, maquinários, peças de maquinários, café, peles, óleos vegetais e outras variedades de produtos. Adiquirindo para si considerável patrimônio.
Flach foi aos poucos se aproximando da família real, sendo financiador de diversos projetos da coroa. De 1821 a 1828 há um grande fluxo de cartas do negociante com D. Pedro I e, principalmente, D. Leopoldina, revelando uma amizade profunda. A partir de 1820 ele se constituiu como fundador de duas colônias suiço-alemãs no sul da Bahia.  
Primeiramente, a Colônia Leopoldina, em que ele era administrador, e depois acabou adquirindo duas sesmarias no local. O nome era uma homenagem da princesa Leopoldina, da Austria. Posteriormente ele fundou a Colônia Frankental, próxima geograficamente da anterior, ambas no sul da Bahia. 

## Colônia Leopoldina

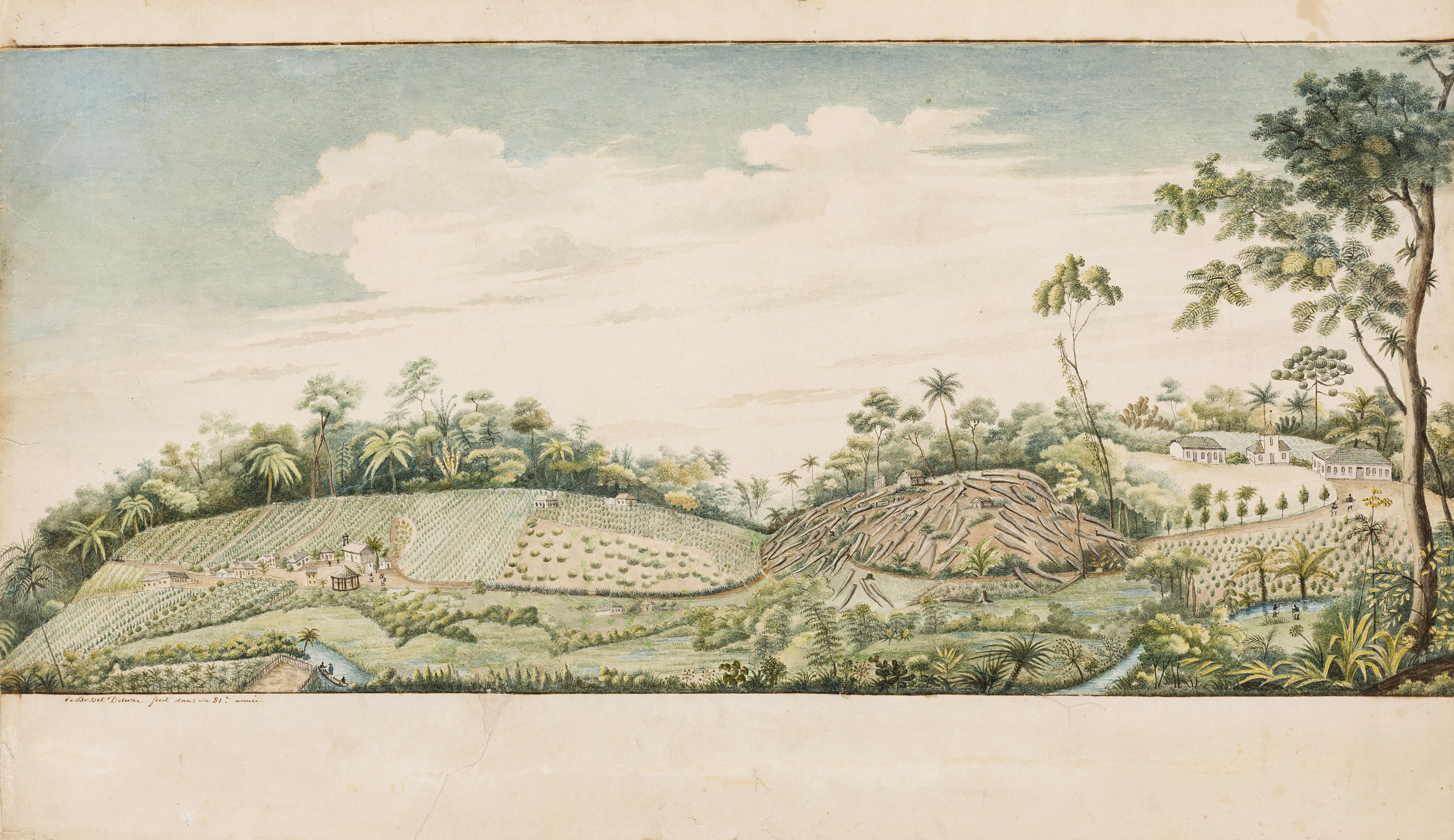
Vista da Fazenda Pombal, da Colônia Leopoldina, Bahia

As duas sesmarias adquiridas na Colônia Leopoldina se tornaram duas grandes fazendas, a Helvetia 1ª e a Helvetia 2ª. Todavia, Flach só se estabeleceu na região após a morte de D. Leopoldina, em 1826. A partir disso, a Colônia passou a dedicar-se à exportação de café. No auge econômico da região ela contava com 40 a 50 fazendas, e era responsável por 90% da produção de café do Brasil em 1850’. A produção contava com cerca de dois mil escravizados africanos.

Flach era o maior produtor de café, e maior proprietário de escravizados. Sobre os seus domínios havia noventa cativos africanos. Ele era responsável por exportar, sozinho, 3.680 arrobas de café por ano, que extraíam de 145 mil cafeeiros. Ele teria falecido na década de 1860. Em um documento de 1866 os seus bens estavam avaliados em 328:044$200. Ele detinha:
“Uma casa coberta de telhas, e paredes de tijolos contendo cozinha, armazém, botica, hospital e dois quartos; uma senzala [...] com trinta e oito portas; duas casinhas de jogo de bolas; um engenho coberto de telhas e paredes de tijolos compreendendo serras, pilões, casa de farinha, armazéns, moinhos para ventilar e despolpar [...]; uma máquina de descaroçar algodão com sua prensa de enfardar; um sino grande, objetos de armazém pequeno, objetos recolhidos na adega [...]; uma balança decimal, moinho para café, botica com medicamentos, moinho para debulhar milho, alambique de cobre, ferramenta de carpina e tenda de ferreiro”
Com o seu falecimento os seus bens foram passados para o seu único filho legítimo, de nome João Flack. A administração do filho todavia corroborou com o processo de abolição, lento e gradual, na escravidão. A partir da lei do sexagenario, a produção apresentou uma exponencial queda. Em 1874, quando a fazenda já havia sido passada aos netos de Flach, ela foi vendida, e seus descendentes retornaram à Suíça.
Com a abolição da escravatura, em 1888, os novos proprietários também abandonaram a região, que tornou-se um quilombo.